# Actia linguata
Actia linguata är en tvåvingeart som beskrevs av Louis-Paul Mesnil 1968. Actia linguata ingår i släktet Actia och familjen parasitflugor. Inga underarter finns listade i Catalogue of Life.